# Chamaemyia flavoantennata
Chamaemyia flavoantennata är en tvåvingeart som beskrevs av Beschovski 1994. Chamaemyia flavoantennata ingår i släktet Chamaemyia och familjen markflugor.
Artens utbredningsområde är Ungern. Inga underarter finns listade i Catalogue of Life.